# 鄧存德
鄧存德（1435年—？），字新之，江西南康府建昌縣人，南京欽天監籍。明朝政治人物。進士出身。

## 生平
成化四年（1468年）戊子科應天鄉試第二名。成化五年（1469年）聯捷乙丑科會試三十四名，殿試登進士第二甲第三十五名。

## 家族
曾祖父鄧德弘。祖父鄧致中。父亲鄧元浩。